# Droga wojewódzka nr 900
Droga wojewódzka nr 900 (DW900) – droga wojewódzka w województwach mazowieckim i województwie lubelskim, w powiatach lipskim (gmina Solec nad Wisłą) i opolskim (gmina Łaziska). Droga jest nieciągła - przecina ją rzeka Wisła i na drugą jej stronę trzeba jechać przez najbliższy most w Kamieniu. Długość drogi w obu odcinkach to 3,1 km.

## Miejscowości leżące przy trasie DW900
- Raj
- Kolonia Nadwiślańska
- Piotrawin